# Canton de Descartes
Le canton de Descartes est une circonscription électorale française, située dans le département d'Indre-et-Loire et la région Centre-Val de Loire.

## Histoire
Le canton de La Haye-Descartes change de nom au profit de Descartes en même temps que la commune en 1966.
À la suite du redécoupage cantonal de 2014, les limites territoriales du canton sont remaniées. Le nombre de communes du canton passe de 9 à 38.

## Représentation

### Conseillers d'arrondissement (de 1833 à 1940)
| Période                                  | Période | Identité                                    | Étiquette       | Qualité |
| ---------------------------------------- | ------- | ------------------------------------------- | --------------- | --- |
| 1833                                     | 1842    | Olivier Mascarel de La Corbière (1792-1871) |                 | Médecin, maire de La Haye                                                                                   |
| 1842                                     | 1848    | M. Robin                                    |                 | Maire de La Haye                                                                                            |
|                                          |         |                                             |                 | |
| avant 1883                               |         | Benjamin Rochery (1825-1901)                |                 | Adjoint au maire de La Haye-Descartes                                                                       |
|                                          |         |                                             |                 | |
| 1919                                     | 1925    | Paul Barreau                                |                 | Conseiller municipal de La Haye-Descartes                                                                   |
| 1925                                     | 1937    | François Servant                            | Radical         | Huissier à La Haye-Descartes                                                                                |
| 1937                                     | 1940    | Victor Potier (1881-1941)                   | Union nationale | Notaire à La Haye-Descartes                                                                                 |
| 1940                                     |         |                                             |                 | Les conseils d'arrondissement ont été suspendus par la loi du 12 octobre 1940 et n'ont jamais été réactivés |
| Les données manquantes sont à compléter. |         |                                             |                 | |

### Conseillers généraux de 1833 à 2015
| Période | Période          | Identité                                                                      | Étiquette   | Qualité |
| ------- | ---------------- | ----------------------------------------------------------------------------- | ----------- | --- |
| 1833    | 1839             | Étienne Alexandre Conty (1787-1860)                                           |             | Propriétaire, minotier, maire d'Abilly                                                                                                 |
| 1839    | 1848             | André Rodolphe de Croÿ-d'Argenson                                             |             | Elu en 1848 dans le Canton du Grand-Pressigny                                                                                          |
| 1848    | 1858 (décès)     | Jules Robin (1799-1858)                                                       |             | Ancien notaire, maire de La Haye |
| 1858    | 1870             | André-François-Rodolphe-Claude-Siméon de Crouy-Chanel dit comte Raoul de Croÿ |             | Propriétaire du château de la Guerche (La Haye-Descartes) Littérateur                                                                  |
| 1870    | 1873 (démission) | Pierre Jules Robin (1835-1894, fils de J.Robin)                               |             | Propriétaire, nommé juge de paix à La Haye                                                                                             |
| 1873    | 1881 (démission) | Joseph Pinet                                                                  |             | Fabricant d'instruments aratoires, maire d'Abilly                                                                                      |
| 1881    | 1892 (décès)     | Arsène Voisin                                                                 | Républicain | Maire de La Haye-Descartes (1878-1892)                                                                                                 |
| 1893    | 1907             | Alfred Rabault                                                                | Rad.        | Maire de Sepmes |
| 1907    | 1911 (décès)     | Alexandre Pascault-Robin                                                      | Rad.        | Maire de La Haye-Descartes (1908-1911)                                                                                                 |
| 1911    | 1925 (décès)     | Charles Vigreux                                                               | Républicain | Maire de Balesmes (1906-1925) Décédé en 1925 le jour de sa réélection                                                                  |
| 1925    | 1937             | Louis Vaillant                                                                | Rad.        | Propriétaire, maire d'Abilly |
| 1937    | 1940             | François Servant                                                              | Rad.        | Huissier, maire de La Haye-Descartes, conseiller d'arrondissement, nommé membre de la Commission administrative départementale en 1941 |
|         |                  |                                                                               |             | |
| 1945    | 1964             | André Goupille (1897-1983)                                                    | dvd         | Vétérinaire, La Haye-Descartes |
| 1964    | 1965 (décès)     | Roger Jahan                                                                   | PCF         | Directeur de collège Conseiller municipal de Descartes                                                                                 |
| 1965    | 1976             | Jean Massot (1911-2000)                                                       | dvd         | Médecin ophtalmologue Maire de Balesmes (1959-1965)                                                                                    |
| 1976    | 1994             | Serge Petit                                                                   | PS          | Médecin Maire de Descartes (1989-2001)                                                                                                 |
| 1994    | 2015             | Gérard Dubois                                                                 | dvd         | Menuisier Maire de Marcé-sur-Esves |

Serge Petit a parrainé la candidature de François Mitterrand à l'élection présidentielle de 1981.

### Conseillers départementaux à partir de 2015
| Période élective | Période élective | Mandat | Mandat   | Identité          | Nuance | Nuance | Qualité                             |
| ---------------- | ---------------- | ------ | -------- | ----------------- | ------ | ------ | ----------------------------------- |
| 2015             | 2021             | 2015   | 2021     | Gérard Dubois     |        | DVD    | Menuisier, maire de Marcé-sur-Esves |
| 2015             | 2021             | 2015   | 2021     | Geneviève Galland |        | DVD    | Cadre, Betz-le-Château              |
| 2021             | 2028             | 2021   | en cours | Gérard Dubois     |        | DVD    | Conseiller sortant                  |
| 2021             | 2028             | 2021   | en cours | Geneviève Galland |        | DVD    | Conseillère sortante                |

### Résultats détaillés

#### Élections de mars 2015
À l'issue du 1er tour des élections départementales de 2015, trois binômes sont en ballottage : Gérard Dubois et Geneviève Galland (Union de la Droite, 43,87 %), Laurence Celton et Michel Guignaudeau (PS, 25,3 %) et Laure-Marie Chouffot et Karl Claeyssen (FN, 22,83 %). Le taux de participation est de 59,2 % (11 327 votants sur 19 134 inscrits) contre 50,88 % au niveau départemental et 50,17 % au niveau national.
Au second tour, Gérard Dubois et Geneviève Galland (Union de la Droite) sont élus avec 48,85 % des suffrages exprimés et un taux de participation de 61,44 % (5 517 voix pour 11 760 votants et 19 141 inscrits).

#### Élections de juin 2021
Le premier tour des élections départementales de 2021 est marqué par un très faible taux de participation (33,26 % au niveau national). Dans le canton de Descartes, ce taux de participation est de 33,69 % (6 349 votants sur 18 845 inscrits) contre 30,88 % au niveau départemental. À l'issue de ce premier tour, deux binômes sont en ballottage : Gérard Dubois et Geneviève Galland (DVD, 74,23 %) et Nadine Mercier et Dominique Rémond (RN, 15,79 %).
Le second tour des élections est marqué une nouvelle fois par une abstention massive équivalente au premier tour. Les taux de participation sont de 34,36 % au niveau national, 31,33 % dans le département et 35,62 % dans le canton de Descartes. Gérard Dubois et Geneviève Galland (DVD) sont élus avec 80 % des suffrages exprimés (4 949 voix pour 6 717 votants et 18 858 inscrits),,.

## Composition

### Composition avant 2015
Le canton de Descartes regroupait neuf communes.
| Nom                   | Code Insee | Codepostal | Superficie (km2) | Population (dernière pop. légale) | Densité (hab./km2) |
| --------------------- | ---------- | ---------- | ---------------- | --------------------------------- | ------------------ |
| Descartes (chef-lieu) | 37115      | 37160      | 38,08            | 3 754 (2012)                      | 99                 |
| Abilly                | 37001      | 37160      | 30,27            | 1 138 (2012)                      | 38                 |
| La Celle-Saint-Avant  | 37045      | 37160      | 17,80            | 1 029 (2012)                      | 58                 |
| Civray-sur-Esves      | 37080      | 37160      | 13,29            | 217 (2012)                        | 16                 |
| Cussay                | 37094      | 37240      | 25,81            | 580 (2012)                        | 22                 |
| Draché                | 37098      | 37800      | 18,51            | 719 (2012)                        | 39                 |
| Marcé-sur-Esves       | 37145      | 37160      | 10,99            | 239 (2012)                        | 22                 |
| Neuilly-le-Brignon    | 37168      | 37160      | 22,00            | 307 (2012)                        | 14                 |
| Sepmes                | 37247      | 37800      | 28,59            | 670 (2012)                        | 23                 |

Le canton comprenait la commune de Balesmes avant son annexion en 1966 par Descartes.

### Composition à partir de 2015
Le nouveau canton de Descartes regroupe trente-huit communes.
| Nom                               | Code Insee | Intercommunalité       | Superficie (km2) | Population (dernière pop. légale) | Densité (hab./km2) | Modifier                                    |
| --------------------------------- | ---------- | ---------------------- | ---------------- | --------------------------------- | ------------------ | ------------------------------------------- |
| Descartes (bureau centralisateur) | 37115      | CC Loches Sud Touraine | 38,08            | 3 289 (2022)                      | 86                 | modifier les données · modifier les données |
| Abilly                            | 37001      | CC Loches Sud Touraine | 30,27            | 1 125 (2022)                      | 37                 | modifier les données · modifier les données |
| Barrou                            | 37019      | CC Loches Sud Touraine | 30,71            | 480 (2022)                        | 16                 | modifier les données · modifier les données |
| Betz-le-Château                   | 37026      | CC Loches Sud Touraine | 46,88            | 508 (2022)                        | 11                 | modifier les données · modifier les données |
| Bossay-sur-Claise                 | 37028      | CC Loches Sud Touraine | 65,56            | 729 (2022)                        | 11                 | modifier les données · modifier les données |
| Bossée                            | 37029      | CC Loches Sud Touraine | 19,01            | 325 (2022)                        | 17                 | modifier les données · modifier les données |
| Bournan                           | 37032      | CC Loches Sud Touraine | 14,67            | 282 (2022)                        | 19                 | modifier les données · modifier les données |
| Boussay                           | 37033      | CC Loches Sud Touraine | 27,54            | 226 (2022)                        | 8,2                | modifier les données · modifier les données |
| La Celle-Guenand                  | 37044      | CC Loches Sud Touraine | 36,70            | 381 (2022)                        | 10                 | modifier les données · modifier les données |
| La Celle-Saint-Avant              | 37045      | CC Loches Sud Touraine | 17,80            | 1 059 (2022)                      | 59                 | modifier les données · modifier les données |
| Chambon                           | 37048      | CC Loches Sud Touraine | 17,88            | 317 (2022)                        | 18                 | modifier les données · modifier les données |
| La Chapelle-Blanche-Saint-Martin  | 37057      | CC Loches Sud Touraine | 28,50            | 691 (2022)                        | 24                 | modifier les données · modifier les données |
| Charnizay                         | 37061      | CC Loches Sud Touraine | 51,71            | 468 (2022)                        | 9,1                | modifier les données · modifier les données |
| Chaumussay                        | 37064      | CC Loches Sud Touraine | 19,15            | 204 (2022)                        | 11                 | modifier les données · modifier les données |
| Ciran                             | 37078      | CC Loches Sud Touraine | 13,86            | 428 (2022)                        | 31                 | modifier les données · modifier les données |
| Civray-sur-Esves                  | 37080      | CC Loches Sud Touraine | 13,29            | 213 (2022)                        | 16                 | modifier les données · modifier les données |
| Cussay                            | 37094      | CC Loches Sud Touraine | 25,81            | 567 (2022)                        | 22                 | modifier les données · modifier les données |
| Draché                            | 37098      | CC Loches Sud Touraine | 18,51            | 700 (2022)                        | 38                 | modifier les données · modifier les données |
| Esves-le-Moutier                  | 37103      | CC Loches Sud Touraine | 10,53            | 154 (2022)                        | 15                 | modifier les données · modifier les données |
| Ferrière-Larçon                   | 37107      | CC Loches Sud Touraine | 20,87            | 239 (2022)                        | 11                 | modifier les données · modifier les données |
| Le Grand-Pressigny                | 37113      | CC Loches Sud Touraine | 39,55            | 879 (2022)                        | 22                 | modifier les données · modifier les données |
| La Guerche                        | 37114      | CC Loches Sud Touraine | 5,27             | 175 (2022)                        | 33                 | modifier les données · modifier les données |
| Ligueil                           | 37130      | CC Loches Sud Touraine | 29,72            | 2 113 (2022)                      | 71                 | modifier les données · modifier les données |
| Louans                            | 37134      | CC Loches Sud Touraine | 18,02            | 713 (2022)                        | 40                 | modifier les données · modifier les données |
| Le Louroux                        | 37136      | CC Loches Sud Touraine | 28,87            | 531 (2022)                        | 18                 | modifier les données · modifier les données |
| Manthelan                         | 37143      | CC Loches Sud Touraine | 39,58            | 1 377 (2022)                      | 35                 | modifier les données · modifier les données |
| Marcé-sur-Esves                   | 37145      | CC Loches Sud Touraine | 10,99            | 251 (2022)                        | 23                 | modifier les données · modifier les données |
| Mouzay                            | 37162      | CC Loches Sud Touraine | 23,71            | 462 (2022)                        | 19                 | modifier les données · modifier les données |
| Neuilly-le-Brignon                | 37168      | CC Loches Sud Touraine | 22,00            | 287 (2022)                        | 13                 | modifier les données · modifier les données |
| Paulmy                            | 37181      | CC Loches Sud Touraine | 25,97            | 238 (2022)                        | 9,2                | modifier les données · modifier les données |
| Le Petit-Pressigny                | 37184      | CC Loches Sud Touraine | 32,05            | 307 (2022)                        | 9,6                | modifier les données · modifier les données |
| Preuilly-sur-Claise               | 37189      | CC Loches Sud Touraine | 12,00            | 1 027 (2022)                      | 86                 | modifier les données · modifier les données |
| Saint-Flovier                     | 37218      | CC Loches Sud Touraine | 29,22            | 577 (2022)                        | 20                 | modifier les données · modifier les données |
| Sepmes                            | 37247      | CC Loches Sud Touraine | 28,59            | 605 (2022)                        | 21                 | modifier les données · modifier les données |
| Tournon-Saint-Pierre              | 37259      | CC Loches Sud Touraine | 14,76            | 437 (2022)                        | 30                 | modifier les données · modifier les données |
| Varennes                          | 37265      | CC Loches Sud Touraine | 11,07            | 254 (2022)                        | 23                 | modifier les données · modifier les données |
| Vou                               | 37280      | CC Loches Sud Touraine | 21,95            | 245 (2022)                        | 11                 | modifier les données · modifier les données |
| Yzeures-sur-Creuse                | 37282      | CC Loches Sud Touraine | 55,42            | 1 345 (2022)                      | 24                 | modifier les données · modifier les données |
| Canton de Descartes               | 3706       |                        | 996,07           | 24 208 (2022)                     | 24                 | modifier les données                        |

## Démographie

### Démographie avant 2015
| 1968  | 1975  | 1982  | 1990  | 1999  | 2006  | 2011  | 2012  |
| ----- | ----- | ----- | ----- | ----- | ----- | ----- | ----- |
| 9 423 | 9 178 | 8 898 | 8 839 | 8 784 | 8 612 | 8 701 | 8 653 |

#### Pyramide des âges
| Hommes | Classe d’âge | Femmes |
| ------ | ------------ | ------ |
| 0,4    | 90 ans ou +  | 1,6    |
| 9,5    | 75 à 89 ans  | 12,3   |
| 16,5   | 60 à 74 ans  | 18,5   |
| 21,7   | 45 à 59 ans  | 20,4   |
| 19     | 30 à 44 ans  | 18,3   |
| 15,1   | 15 à 29 ans  | 13,6   |
| 17,8   | 0 à 14 ans   | 15,3   |

| Hommes | Classe d’âge | Femmes |
| ------ | ------------ | ------ |
| 0,5    | 90 ans ou +  | 1,4    |
| 6,8    | 75 à 89 ans  | 9,8    |
| 13,1   | 60 à 74 ans  | 13,9   |
| 20,7   | 45 à 59 ans  | 20,1   |
| 20,4   | 30 à 44 ans  | 19,3   |
| 19,6   | 15 à 29 ans  | 19,1   |
| 18,8   | 0 à 14 ans   | 16,4   |

### Démographie depuis 2015
En 2022, le canton comptait 24 208 habitants, en évolution de −2,58 % par rapport à 2016 (Indre-et-Loire : +1,67 %, France hors Mayotte : +2,11 %).
| 2013   | 2018   | 2022   |
| ------ | ------ | ------ |
| 25 306 | 24 476 | 24 208 |